# Наговицына-Икрянистова, Мария Фёдоровна
Мария Фёдоровна Наговицына (Наговицына-Икрянистова) (3 [15] апреля 1887 — 14 октября 1966) — русская революционерка, депутат Иваново-Вознесенского совета рабочих депутатов, член РСДРП и ВЦИК СССР.
Партийная кличка — «Труба».

## Биография
Родилась в деревне Дьяково (Владимирская губерния, сейчас Ивановская область). В 1901 году в возрасте 14 лет с семьёй уехала в Иваново-Вознесенск (сейчас Иваново) и устроилась работать на фабрику «Компания», где работали также её мать и сёстры. Семья Наговицыной, в которой было 13 детей, жила крайне бедно, все голодали. Братья работали на механическом заводе. Брат научил Наговицыну читать, писать и она увлеклась революционными идеями. В их квартире большевики, в том числе Ф. А. Афанасьев, М. В. Фрунзе, С. И. Балашов, устраивали тайные собрания.
В 1904 году Наговицына стала посещать женский марксистский кружок и вступила в РСДРП. В ходе стачки 1905 года избрана депутатом Иваново-Вознесенского совета рабочих депутатов от «Компании».
Затем иваново-вознесенская группа РСДРП по просьбе московского бюро ЦК направила Наговицыну в Москву работать в подпольной типографии в доме К. М. Колупаева на Лесной улице, которая была замаскирована под магазин с кавказскими фруктами. Вернувшись в 1906 году в Иваново-Вознесенск, занималась обеспечением местных нелегальных типографий бумагой. Весной 1907 года была арестована, но вскоре освободилась и продолжила заниматься пропагандой среди рабочих. В 1917 году избрана депутатом городской думы, членом фабрично-заводского комитета фабрики Витовой, членом иваново-вознесенского «Союза солдатских жён».
В 1919 году снова уехала в Москву, где окончила курсы агитации при университете имени Свердлова и занялась пропагандой среди женщин московского отдела партии. В 1920-е годы избиралась членом ВЦИК и ЦИК СССР, работала инструктором орготдела ВЦИК, в 1928—1930-х годах была членом коллегии и начальником административного управления НКВД. В 1932 году направлена на работу в Президиум ЦИК. С 1940 года — персональная пенсионерка.

## Память
Именем Марии Фёдоровны Наговицыной-Икрянистовой в Иванове названа улица. В Мемориале на Талке был установлен гранитный бюст.